# Leuchtenberg
Leuchtenberg är en köping (Markt) i Landkreis Neustadt an der Waldnaab i Regierungsbezirk Oberpfalz i förbundslandet Bayern i Tyskland.
Köpingen ingår i kommunalförbundet Tännesberg tillsammans med köpingen Tännesberg.
Leuchtenberg ett före detta lantgrevskap i Oberpfalz, är uppkallat efter bergsslottet Leuchtenberg, stamsäte för de 1646 utdöda grevarna av Leuchtenberg. 
Leuchtenberg tillföll efter grevarnas utdöende Bayern och titeln Hertig av Leuchtenberg förlänades först till Maximilian Philipp Hieronymus 1690–1705 och från 1817 till Eugène de Beauharnais och hans efterlevande fram till 1974.[källa behövs]